# Komba
Komba é o segundo álbum de originais da banda portuguesa de kuduro Buraka Som Sistema com lançamento em 24, 26 e 31 de Outubro de 2011 em Portugal, Japão e no resto do mundo respectivamente. Komba foi produzido durante onze meses entre Monchique, Lisboa e Londres e marca do regresso da banda três anos depois do bem sucedido Black Diamond.

## Origem do Nome
"Komba" é um ritual angolano religioso, celebrado sete dias depois da morte de alguém, onde amigos e parentes homenageiam o falecido bebendo suas bebidas favoritas, comer sua comida favorita, dançando e cantando suas canções favoritas enquanto partilham experiências e contam histórias sobre sua vida. A ironia de que a melhor festa da sua vida acontece depois de se morrer, e a ideia de que devemos viver cada dia como se fosse o nosso último, define a linha comum de "Komba".

## Faixas
1. "Eskeleto" (com Afrikan Boy)
2. "Komba" (com Kaysha)
3. "Voodoo Love" (com Sara Tavares & Terry Lynn)
4. "Tira O Pé"
5. "(We Stay) Up All Night" (com Blaya & Roses Gabor)
6. "Hypnotized"
7. "LOL & POP" (com Blaya)
8. "Vem Curtir" (com Stereotyp)
9. "Candonga"
10. "Hangover" (BaBaBa)
11. "Macumba" (com Mixhell)
12. "Burakaton" (com Bomba Estereo) (Faixa bónus)

## Créditos
Os Buraka Som Sistema são Lil'Jonh, Riot e Conductor, com a colaboração de Kalaf.

### Pessoal Adicional
Como já é habitual por parte da banda, Komba conta com a participação de alguns convidados, como Sara Tavares e Terry Lynn, o nigeriano Afrikan Boy, o congolês Kaysha, a inglesa Roses Gabor, o produtor austríaco Stereotyp e os Mixhell de Igor Cavalera, o antigo baterista da banda brasileira Sepultura.
O artista plástico brasileiro Stephan Doitschinoff (conhecido por Calma) participou na elaboração da capa do disco.

## Recepção

### Criticas Profissionais
| Críticas profissionais | Críticas profissionais |
| Avaliações da crítica  | Avaliações da crítica  |
| Fonte                  | Avaliação              |
| ---------------------- | ---------------------- |
| Disco Digital          | Favorável              |
| Blitz                  | 4 de 5 estrelas.       |
| Sapo                   | Favorável              |
| Ípsilon                | [ 5 ]                  |

Davide Pinheiro para o site Disco Digital fazendo uma critica muito positiva afirma que: "Komba, um disco com alma e corpo, universal nos ritmos, e viciante no todo (…) Os Buraka são a banda portuguesa com a visão global mais abrangente, como quem pensa de dia e se diverte à noite (…) recusa o drama do segundo disco e comprova a razão o alcance internacional que tantos outros tentaram e não conseguiram."
O site Sapo diz que: "Komba é um excelente segundo disco e os BSS fizeram um álbum que promete resultar muito bem ao vivo, bastante energético, mesmo nas faixas mais lentas. A banda continua a elevar a fasquia dos seus trabalhos, produzindo batidas bastante viciantes."
Vítor Belanciano para a revista Ípsilon refere que: "Ainda não foi desta que os Buraka Som Sistema domesticaram o seu som. Ainda bem. Depois da aclamação em torno de “Black Diamond” (2008), o grupo poderia cair nessa tentação, mas não é isso que acontece em “Komba”, disco onde em alguns momentos se aproximaram mais do que nunca do formato clássico da canção (o caso mais saliente é “Voodoo love”, com a voz de Sara Tavares), mas sem prescindirem da sonoplastia saudavelmente promíscua, plural e assimiladora que os define desde o princípio (…) disco de canções, vertigem dançante e muito humor."